# Ananca kanack
Ananca kanack är en skalbaggsart som först beskrevs av Leon Fairmaire 1849.  Ananca kanack ingår i släktet Ananca och familjen blombaggar. Inga underarter finns listade i Catalogue of Life.